# Jewett (Nowy Jork)
Jewett – miasto w Stanach Zjednoczonych, w stanie Nowy Jork, w hrabstwie Greene.